# 柳谷孝
柳谷 孝（やなぎや たかし　1951年（昭和26年）11月13日 - ）は、日本の事業家。学校法人明治大学理事長、NPO法人大学経営協会副理事長。

## 略歴
- 1951年 – 秋田県にて出生
- 1975年 – 明治大学商学部卒業、野村證券（現・野村ホールディングス）入社
- 1985年 – 荻窪支店長、渋谷支店長、事業法人二部長、財務情報部長等を歴任
- 1997年 – 野村證券取締役
- 2000年 – 野村證券常務取締役
- 2002年 – 野村ホールディングス取締役兼野村証券専務取締役
- 2003年 - 野村ホールディングス執行役兼野村証券専務執行役
- 2006年 - 野村証券代表執行役副社長
- 2008年 - 野村証券執行役副会長兼グローバル・インベストメント・バンキング部門CEO
- 2012年 – 常任顧問
- 2016年 – 学校法人明治大学理事長

## 訳書
- バージニア B.モリス『ゆとりあるマイ・セカンドライフ―年金・保険・資産管理の知識から人生哲学まで』　東洋経済新報社、2004年